# Ministère de la Famille (Venezuela)
Pour les articles homonymes, voir Ministère de la Famille.
Le ministère de la Famille (Ministerio de la Familia, en espagnol) est un ancien ministère du gouvernement du Venezuela, créé en 1989 et dissous en 1999. Il a eu cinq titulaires sous les mandats de trois présidents. Certaines de ses attributions sont dévolues à l'actuel ministère de la Femme et de l'Égalité de genre créé en 2009.

## Liste des ministres de la Famille
| Image | Nom                     | Parti | Début | Fin  |
| ----- | ----------------------- | ----- | ----- | ---- |
|       | Carlos Altimari Gásperi |       | 1996  | 1999 |
|       | Mercedes Pulido         |       | 1994  | 1996 |
|       | Teresa Albánez          |       | 1992  | 1994 |
|       | Mabely de León Ponte    |       | 1992  | 1992 |
|       | Senta Essenfeld         |       | 1989  | 1992 |